# Paul Patterson (Komponist)
Paul Patterson (* 15. Juni 1947 in Chesterfield) ist ein britischer Komponist.
Patterson wurde während seiner Schulzeit in Exeter Mitglied der Topsham Silver Band, wo er Posaune spielte. Ab 1964 studierte er an der Royal Academy of Music bei Sidney Langston (Posaune) und Richard Stoker. 1966 wurde sein Opus 1, Rebecca (für Sprecher und Instrumentalensemble), bei der Dartington Summer School uraufgeführt. In der Folge wurde er hier von Elisabeth Lutyens, Harrison Birtwistle und Hans Keller gefördert. Mit einem Bläserquintett gewann er die South West Arts Competition, von dessen Juror Richard Rodney Bennett er zwischen 1968 und 1970 Unterricht erhielt.
Seit 1968 arbeitete Patterson als professioneller Posaunist und Komponist. Zwischen 1971 und 1974 gab er an der Royal Academy Vorlesungen in moderner Musik und war verantwortlich für das Elektronikstudio. Bis 1980 spielte er bei der London Sinfonietta die elektronische Musik (Tonband, Verstärker, Synthesizer) bei Aufführungen von David Atherton, Pierre Boulez, Karlheinz Stockhausen, Hans Werner Henze und Luciano Berio. In dieser Zeit komponierte er auch mehrere Werke für Tonband.
An der Royal Academy baute er zugleich eine Bibliothek zeitgenössischer Komponisten mit Fokus auf polnische Komponisten wie Witold Lutosławski und Krzysztof Penderecki auf. 1972 entstand sein bislang erfolgreichstes Werk Timepiece, das bis 1990 etwa eintausendfünfhundertmal aufgeführt wurde.
Von 1975 bis 1981 war Patterson Direktor für zeitgenössische Musik an der University of Warwick. Sein Requiem für Chor und Orchester, das er zum zehnten Jahrestag der Ermordung von John F. Kennedy geschrieben hatte, wurde 1975 in der Kathedrale von Coventry uraufgeführt.
Während seiner Zeit als Composer in Residence an der The King’s School in Canterbury entstanden als weiteres bedeutendes Chorwerk seine Canterbury Psalms. Von 1987 bis 1997 war Patterson Rektor für zeitgenössische Musik und Komposition an der Royal Academy. Einer seiner Kompositionsschüler ist der britisch-israelische Komponist Nimrod Borenstein. Daneben war er zwischen 1991 und 1997 künstlerischer Direktor des Exeter Festival. Später wirkte er als Composer in Residence beim National Youth Orchestra of Great Britain.
Für die Förderung der polnischen Musik in Großbritannien erhielt Patterson 1987 die Ehrenmedaille des polnischen Kultusministeriums, 1996 erhielt er den Leslie Boosey Award der Performing Rights Society und der Royal Philharmonic Society für seine außerordentlichen Verdienste um die zeitgenössische Musik.

## Werke
- Rebecca für Sprecher und Ensemble, 1966
- Wind Quintet, 1967
- Wind Trio, 1968
- Trumpet Concerto, 1968
- Intrada für Orgel, 1970
- Monologue für Solooboe, 1970
- Jubilate für Orgel, 1970
- Partita für Kammerorchester, 1970
- Horn Concerto, 1971
- Piccola Sinsonia für kammerorchester, 1971
- Visions für Orgel, 1971
- Time Piece für sechs Männerstimmen, 1972
- Interludium für Orgel, 1972
- Comedy for Five Winds, 1972
- Kyrie für Chor und Klavier, 1972
- Fiesta Sinfonica für Sinfonieorchester, 1972
- Fluorescence für Orgel, 1973
- Gloria für Chor und Klavier, 1973
- Intersections für Kammerensemble, 1973
- Requiem für Chor und Orchester, 1973
- Abode of the Dead, 1973
- Sonors für Sinfonieorchester, 1973
- Floating Music für Kammerensemble, 1974
- Conversations für Klarinette und Klavier, 1974
- Chromascope für Bläserband, 1974
- Fusions für Sinfonieorchester und Elektronik, 1974
- Circular Ruins für Sinfonieorchester, 1975
- Cataclysm für Bläserband, 1975
- Strange Meeting für Sinfonieorchester, 1975
- Count Down für Bläserband, 1975
- Shadows für Klarinette solo, 1975
- Fanfares for Great Occasions für Bläserensemble, 1976
- Clarinet Concerto, 1976
- Wildfire für Sinfonieorchester und Elektronik, 1976
- Diversions für Saxophonquartett, 1976
- Cracowian Counterpoints für großes Ensemble, 1977
- Games für Orgel, 1977
- Vampireen für sechs Männerstimmen, 1977
- Spare Parts für Chor, 1977
- Brain Storm für Chor und Liveelektronik, 1978
- Voices of Sleep für Chor und Kammerorchester, 1979
- Deception Pass für Bläserensemble, 1980
- At the still Point of the Turning World für gemischtes Ensemble, 1980
- The Canterbury Psalms für Chor und Orchester, 1981
- Sinfonia for Strings, 1982
- Concerto for Orchestra, 1982
- Spiders für Harfe solo, 1983
- Mass of the Sea für Chor und Orchester, 1983
- Christ is the King für Chor a cappella, 1984
- Luslawice Variations für Violine solo, 1984
- Duologue für Oboe und Klavier, 1984
- Upside-Down-Under-Variations für Sinfonieorchester, 1985
- Europhony für Kammerorchester, 1985
- Missa Brevis für Chor a cappella, 1985
- Mean Time für Bläserquintett, 1985
- Memories of Quiberville für Posaunenquartett, 1986
- Magnificat & Nunc Dimittus für Chor und Orgel, 1986
- String Quartet, 1986
- Stabat Mater für Chor und Orchester, 1986
- The Sorriest Cow of Capricorn für Sopran und Klavier, 1987
- Suite for Cello, 1987
- Propositions für Harmonika und Streicher, 1987
- Te Deum für Chor und Orchester, 1988
- Tides of Mananan für Viola solo, 1988
- The End für Chor a cappella, 1989
- White Shadows on the Dark Horizon für Sinfonieorchester, 1989
- A Tunnel of Time für Klavier, 1989
- Fanfare for the Future für großes Bläserensemble, 1990
- The Mighty Voice für sinfonisches Bläserorchester, 1991
- O Be Joyful für Chor und Orgel, 1991
- Violin Concerto, 1992
- Festivo für Sinfonieorchester, 1993
- Little Red Riding Hood für Sinfonieorchester, 1993
- Little Red Riding Hood Song Book für Frauenchor und Klavier, 1994
- The Royal Eurostar für Bläserensemble, 1994
- Magnificat für Chor und Bläserensemble, 1994
- Soliloquy für Soloklarinette, 1995
- Overture: Songs of the West für Sinfonieorchester, 1995
- Four Rustic Sketches für Sinfonieorchester, 1997
- On first looking into Chapman's Homer für Frauenchor, 1998
- Hell's Angels für Chor und Ensemble, 1998
- Millennium Mass für Chor und Orchester, 1999
- Westerly Winds für Bläserquintett, 1999
- Gloria für Chor und Orchester, 1999
- The City Within für Sinfonieorchester, 2000
- Deviations für Streichoktett, 2001
- Cello Concerto, 2002
- Jubilee Dances für Sinfonieorchester, 2002
- Bugs für Harfe solo, 2003
- The Three Little Pigs für Sinfonieorchester und Erzähler (Text: Roald Dahl, Donald Sturrock), 2003
- Tate Modern Mobiles für großes Ensemble, 2003
- Orchestra on Parade für Sinfonieorchester, 2004
- Harpomaniac für Harfe solo, 2004
- Aguecheek's Antics für Violine und Klavier, 2005
- Elegiac Blues für Cello (oder Viola) und Klavier, 2005
- The Fifth Continent für Chor und Bläserensemble, 2005
- Tsunami für Orgel, 2005
- Westerly Winds für sinfonisches Bläserensemble, 2006